# 重レッカ

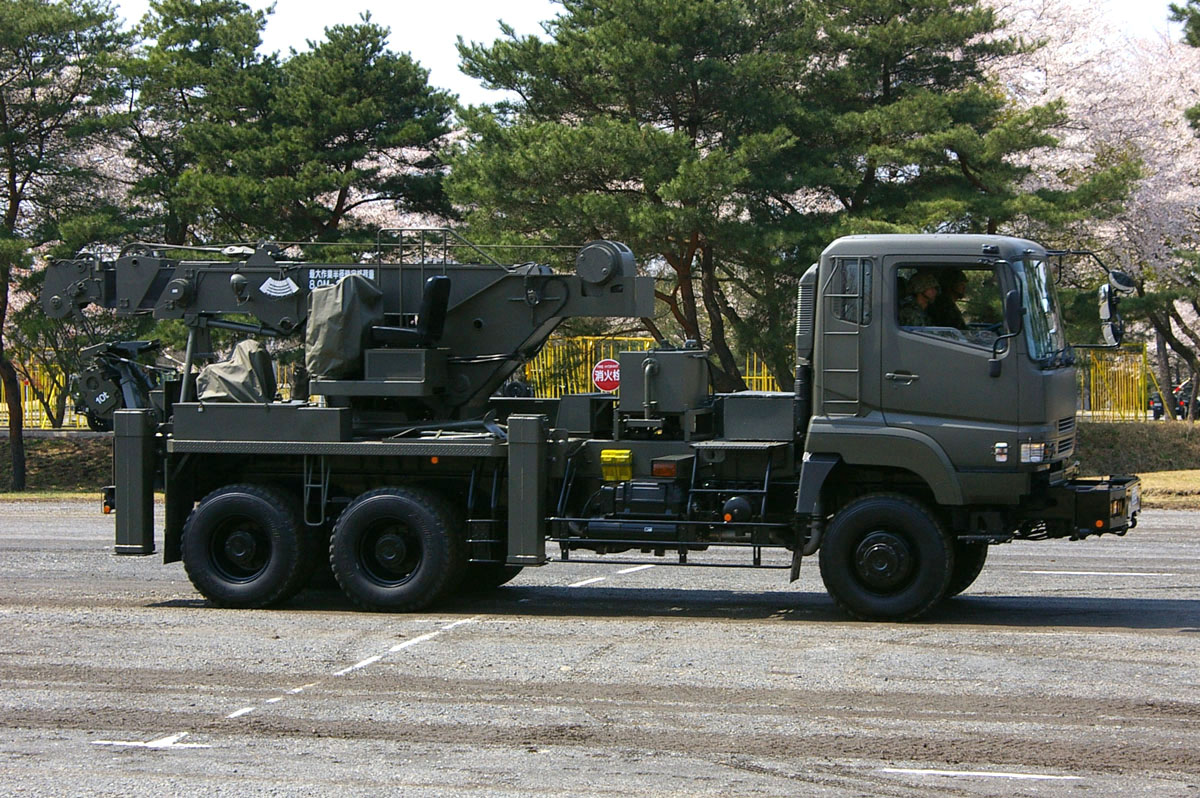
第4施設群の重レッカ

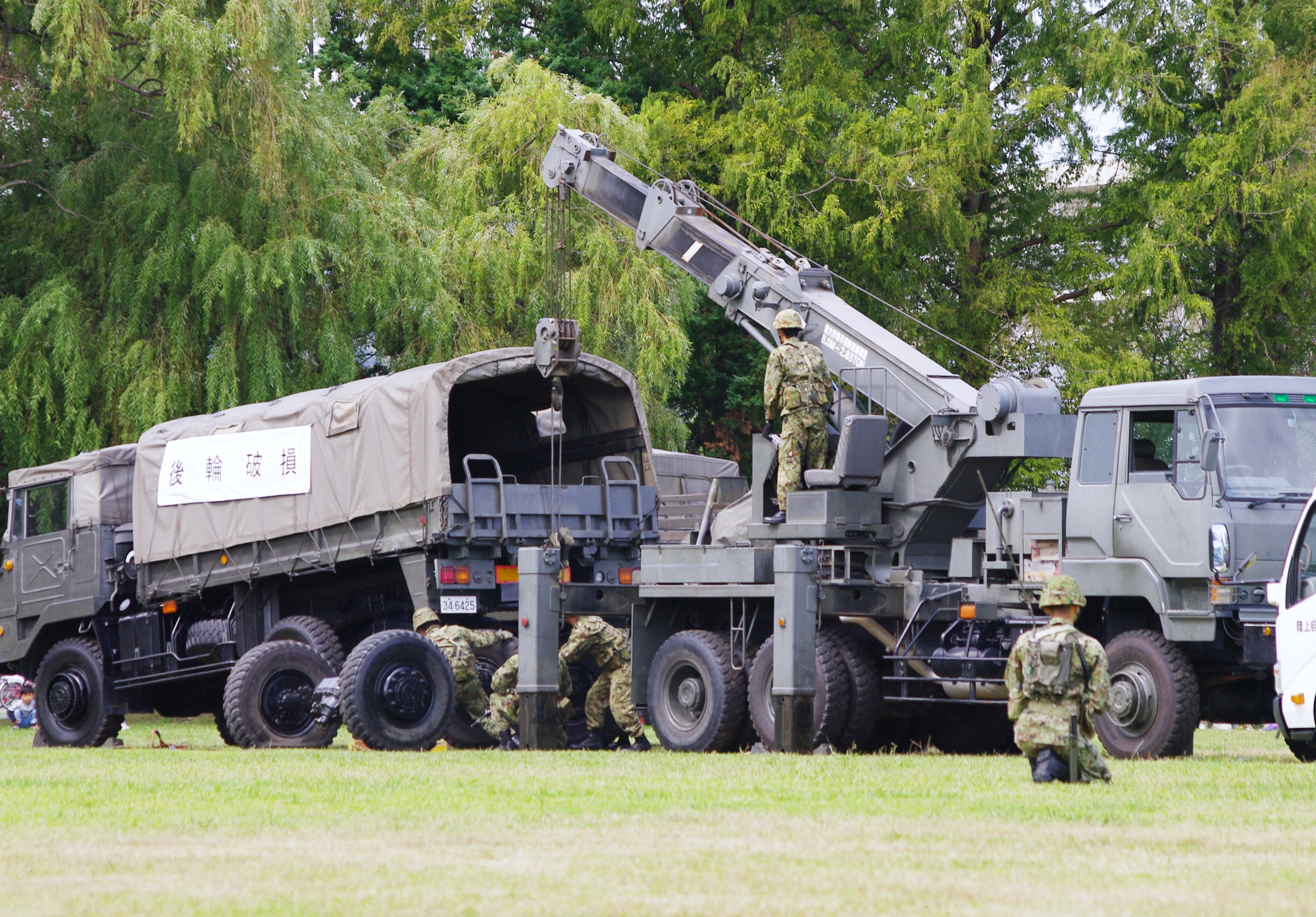
後輪を破損した73式大型トラックを持ち上げて修理する重レッカ

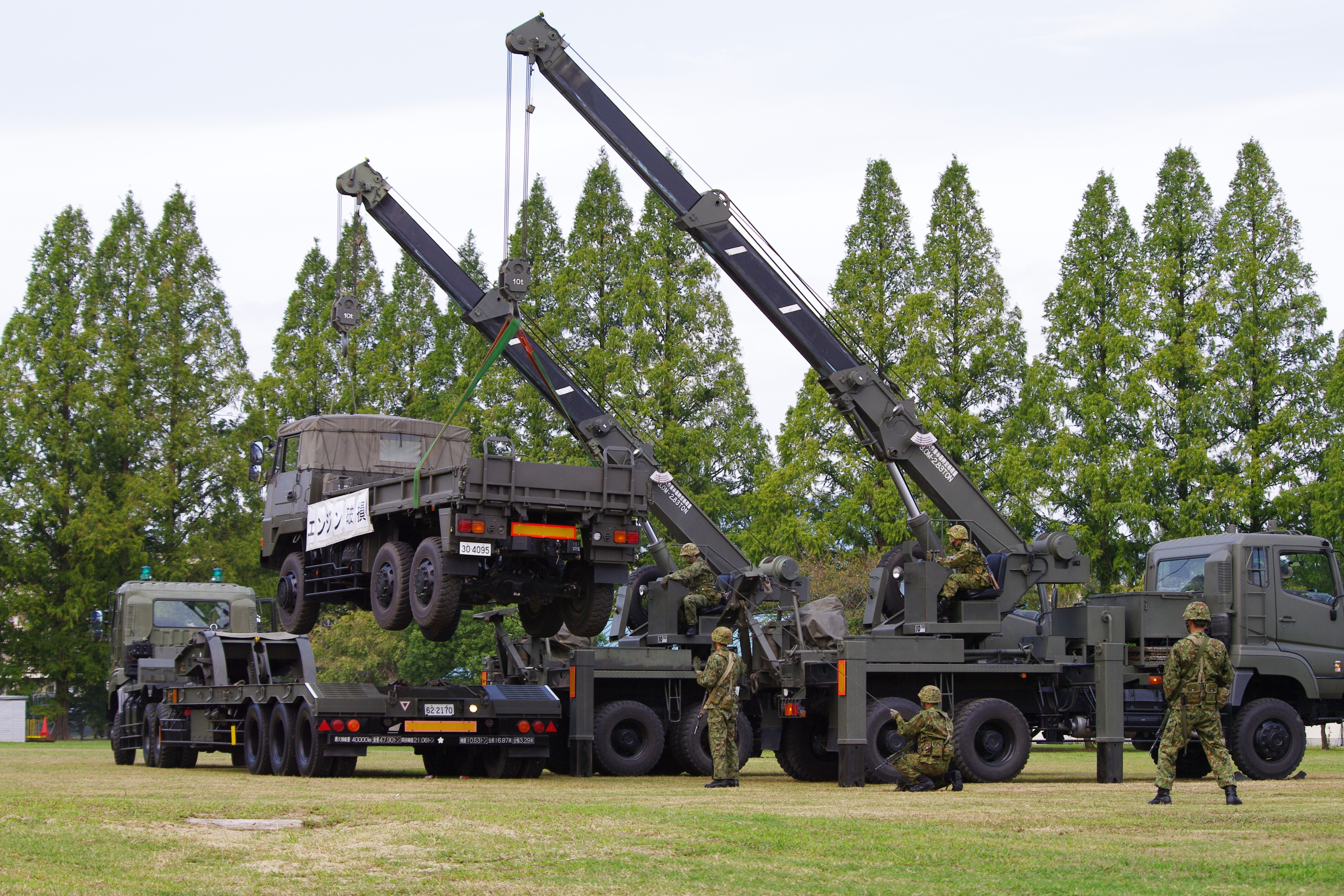
エンジンを破損した73式大型トラックを2台の重レッカで吊り上げる「合い吊り」作業

重レッカ（じゅうレッカ）は、ベース車が74式特大型トラックの陸上自衛隊の装備する車両。主に後方支援部隊に配備され、整備作業等に使用される。
航空自衛隊の高射部隊にも同一仕様の車輌が「レッカ車」として配備されている。

## 特徴
陸上自衛隊において各種装備品等の回収，後送及び補給整備作業に使用するキャブオーバー形総輪駆動の車両で後方支援部隊で使用される。横転などをして自立走行ができなくなった高機動車以上の車両牽引に必須の車両である。
また、戦車の整備に使用されることがある。戦車などのエンジン、砲塔を持ち上げて整備するためには必須の装備である。砲塔を持ち上げることは、軽レッカにはできない。
レッカー車としての役割を最大限発揮するために、車体前部のバンパーにはウインチが装着されている。

## 諸元・性能等
- 全長：9,320mm
- 全幅：2,490mm
- 全高：3,180mm
- 重量：18,780kg
- 最高速度：95km/h
- 出力：355ps
- 吊上能力：10,000kg
- 製作：三菱ふそうトラック・バス
- クレーン：東急車輌(現：東邦車輌)　HW101型